# Aftenposten
«А́фтенпо́стен» (норв. «Aftenposten», дословно — «вечерняя почта») — норвежская ежедневная газета.

## Популярность
«Афтенпостен» является самой массовой (с самым большим тиражом) газетой Норвегии. Стала первой она в 2010 году, когда у многолетнего лидера «VG» упали тиражи. Тогда, в 2010 году, тираж составлял 239 тысяч экземпляров, а у «VG» — 233 тысячи.
По состоянию на февраль 2013 года онлайн-версию «Афтенпостен», aftenposten.no, ежедневно читали 745 тысяч человек, а мобильную версию — 232 тысячи.

## Руководство
У «Афтенпостен» и «VG» один и тот же владелец — медиахолдинг «Schibsted», которому также принадлежит ряд газет в Швеции и Норвегии.
Главный редактор «Афтенпостен» — Эспен Эгель Хансен.

## История
Газета была основана книгоиздателем М. Кристианом Шипстедом в 1860 году. Называлась она тогда «Christiania Adresseblad» и была вечерней. С 1 января 1861 года название было изменено на «Афтенпостен». C 1885 года, в ответ на появление у утренней газеты-конкурента «Morgenbladet» ещё и отдельного вечернего издания, стала выходить в двух версиях — утренней и вечерней. За свою историю вечерняя версия меняла название несколько раз, и в настоящее время называется просто «Aften» («Вечер»).
Традиционно газета считалась консервативной и раньше ассоциировалась с правыми, в частности партией Хёйре.
Люди, занимаются изучением норвежской прессы, считают, что одной из самых больших заслуг «Афтенпостен» является создание и воспитание патриотических чувств среди жителей города Осло. Раньше его жители, в отличие от остальной части страны, не были патриотами и не ощущали себя норвежцами. Частично причиной данной ситуации было то, что в городе очень много иммигрантов, а также то, что в Осло люди живут разобщённо.